# Daphne gemmata
Daphne gemmata är en tibastväxtart som beskrevs av Ernst Georg Pritzel och Friedrich Ludwig Diels. Daphne gemmata ingår i släktet tibaster, och familjen tibastväxter. Inga underarter finns listade i Catalogue of Life.